# Резидуї
Резидуї (лат. residuae — залишки) — термін, який використовує італійський інженер, економіст, філософ та соціолог Вільфредо Парето у своїй соціологічній теорії нелогічних дій для позначення вроджених, інстинктивних імпульсів, які є основою почуттів, емоцій, пристрастей та детермінують соціальну поведінку індивідів.